# José Martin Gallevier de Mierry
José Martin Gallevier de Mierry, francoski general, * 1890, † 1979.